# Abrasion relative de la dentine
L'abrasion relative de la dentine (Relative dentin abrasivity) (RDA) est un indice d'abrasion des dents par le dentifrice. Depuis 1998, la RDA est définie par la norme DIN EN ISO 11609. D'après cette norme, les dentifrices ayant une valeur RDA inférieure à 250 peuvent être utilisés sans danger pendant toute une vie.
La valeur RDA ne constitue cependant qu'un des facteurs d'usure des dents durant le brossage.

## Valeurs indicatives
| Valeur RDA  | Niveau                                                                                 |
| ----------- | -------------------------------------------------------------------------------------- |
| 0-70        | Faiblement abrasif : sans danger pour le cément, la dentine et l'émail                 |
| 70-100      | Moyennement abrasif : sans danger pour l'émail, dangereux pour le cément et la dentine |
| 100-150     | Fortement abrasif : dangereux pour le cément, la dentine et l'émail                    |
| 150-250     | Très fortement abrasif : limite nuisible, abîme les dents                              |
| 250 et plus | Non recommandé                                                                         |

| Dentifrice                    | RDA, |
| ----------------------------- | ---- |
| Brosse à dents avec de l'eau  | 4    |
| Bicarbonate de sodium         | 7    |
| Weleda Pâte dentifrice saline | 15   |
| Elmex Sensitive Plus          | 30   |
| Colgate Total                 | 70   |
| Sensodyne                     | 79   |
| Sensodyne Extra Whitening     | 104  |
| Colgate Tartar Control        | 165  |